# Flamspröding
Flamspröding (Lacrymaria pyrotricha) är en svampart som först beskrevs av Theodor Holmskjold, och fick sitt nu gällande namn av Konrad & Maubl. 1925. Flamspröding ingår i släktet Lacrymaria och familjen Psathyrellaceae.  Arten är reproducerande i Sverige. Inga underarter finns listade i Catalogue of Life.